# Скибичі
Скибичі (біл. Скібічы) — село в Білорусі, у Дорогичинському районі Берестейської області. Орган місцевого самоврядування — Дорогичинська сільська рада.

## Географія
Розташоване за 10 км на схід від Дорогичина.

## Історія
Власниками маєтку в селі були Крашевські, Корозови, Песецькі, Яциновичі. У вересні 1939 року Поліське лозове козацтво (ОУН) роззброїло в Скибичах польських військовослужбовців.

## Населення
За переписом населення Білорусі 2009 року чисельність населення села становила 43 особи.

## Особистості
- Адамський Кіндрат, очільник проводу ОУН на Дорогиччині, мешкав на хуторі поблизу Скибичів, арештований НКВС у 1940 році[4].